# Friedrich Dotzauer

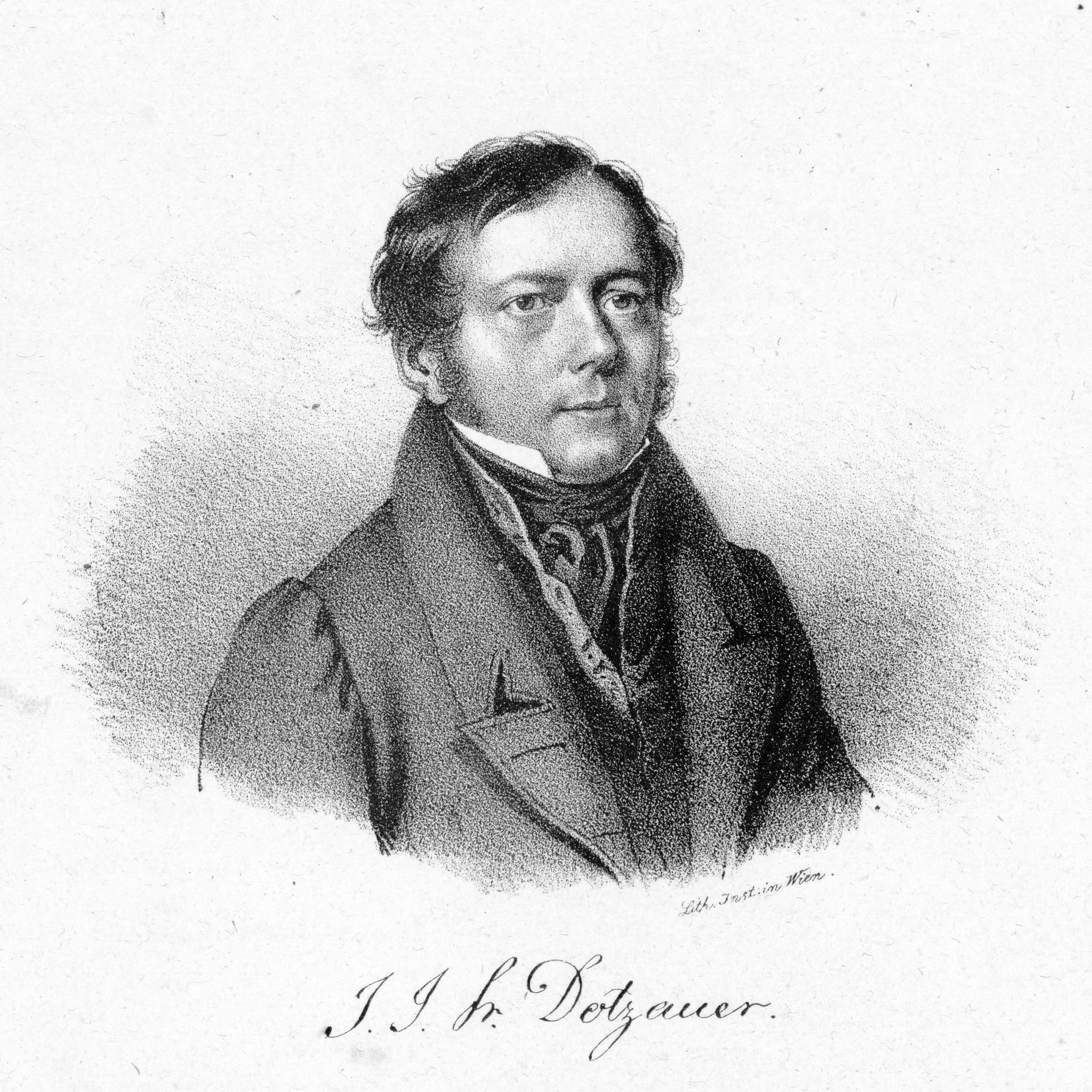
Friedrich Dotzauer.

Justus Johann Friedrich Dotzauer, född den 20 januari 1783 nära Hildburghausen, död den 6 mars 1860 i Dresden, var en tysk violoncellist.
Dotzauer var 1811–1852 förste violoncellspelare vid hovkapellet i Dresden. Som virtuos på sitt instrument stod han i främsta ledet. Om hans lärarduglighet vittnade flera framstående elever. Dotzauer var ledamot av Kungliga Musikaliska Akademien. Som kompositör utmärkte han sig i synnerhet genom en mängd värdefulla stycken (bland annat en skola) för violoncell. Han tonsatte vidare en opera, konserter, symfonier, stråkkvartetter, mässor samt sonater för flöjt och piano.